# Арієнцо
Арієнцо (італ. Arienzo) — муніципалітет в Італії, у регіоні Кампанія,  провінція Казерта.
Арієнцо розташоване на відстані близько 195 км на південний схід від Рима, 30 км на північний схід від Неаполя, 16 км на схід від Казерти.
Населення — 5356 осіб (2014).

## Демографія
Населення за роками:

Станом на 1 січня 2023 року в муніципалітеті офіційно проживало 200 іноземців з 38 країн, серед них 50 громадян країн Євросоюзу та 15 громадян України.

## Сусідні муніципалітети
- Форкія
- Мояно
- Роккарайнола
- Сан-Феліче-а-Канчелло
- Сант'Агата-де'-Готі
- Санта-Марія-а-Віко